# 廖品琥
廖品琥（1967年6月—），男，汉族，广西贺州人，中华人民共和国政治人物。现任广西壮族自治区人民政府副主席，广西壮族自治区卫生健康委员会主任、党组书记。